# Temps de neige
Temps de neige est une mélodie pour voix et piano de Déodat de Séverac composée en 1903 sur un poème d'Henry Gauthier-Villars dit Willy.

## Présentation
Sur un poème d'Heny Gauthier-Villars, dit Willy, Temps de neige est une mélodie composée par Séverac en 1903.
La partition, dédiée à la chanteuse Jeanne Weyrich, amie du compositeur et créatrice de la mélodie À l'aube dans la montagne, est publiée pour la première fois en 1904 par J. Poulalion.
Une audition de la pièce est donnée le 25 mai 1905 à la Schola Cantorum à l'occasion du premier concert entièrement consacré aux œuvres de Déodat de Séverac.

## Analyse
La mélodie est en la mineur, de tempo « simple et calme ».
Graham Johnson y décèle l'influence de Debussy et rapproche Temps de neige, par son « atmosphère tournoyante », des mélodies d'Albert Roussel (Le jardin mouillé notamment) et Charles Koechlin.
Au piano, on note des accords de quartes à vide précédés d’acciaccaturas, « exquises sonorités de cloche que l’on fait retentir doucement dans un paysage silencieux, blanchi ».
Pour la musicologue Marie-Claire Beltrando-Patier, le sujet choisi par Séverac « impose à l'accompagnement un motif monotone et doux, presque feutré, qui cède au lyrisme dans la partie centrale, faisant allusion aux sentiments du poète ».

## Discographie
- Songs by Déodat de Séverac, François Le Roux (baryton), Graham Johnson (piano), avec la participation de Patricia Rozario (soprano), Hyperion Records CDA66983[6], 1998.
- Déodat de Séverac : Mélodies, Anne Rodier (soprano), François-Michel Rignol (piano), Solstice SOCD319, 2016[7].

### Ouvrages généraux
- Vladimir Jankélévitch, La présence lointaine : Albeniz, Séverac, Mompou, Paris, Seuil, coll. « Points » (no 912), 2021 (1re éd. 1983) (ISBN 978-2-7578-9065-3).
- Marie-Claire Beltrando-Patier, « Déodat de Séverac », dans Brigitte François-Sappey et Gilles Cantagrel (dir.), Guide de la mélodie et du lied, Paris, Fayard, coll. « Les Indispensables de la musique », 1994, 916 p. (ISBN 2-213-59210-1), p. 727-728.

### Monographies
- Jean-Bernard Cahours d'Aspry, Déodat de Séverac, musicien de lumière. Sa vie, son œuvre, ses amis (1872-1921), Atlantica-Séguier, coll. « Carré Musique », 2001, 145 p. (ISBN 978-2-84049-235-1).
- Pierre Guillot, Déodat de Sévérac : musicien français, Paris, L'Harmattan, 2010, 354 p. (ISBN 978-2-296-13156-9, présentation en ligne).
- Déodat de Séverac, Écrits sur la musique, Liège, Mardaga, coll. « Musique-Musicologie », 1993 (ISBN 2-87009-544-9)Introduction, chronologie, notes et catalogue de l’œuvre par Pierre Guillot